# Sofia Arvidsson
Sofia Arvidsson (Halmstad, 1984. február 16. –) svéd teniszezőnő. 1999-ben kezdte profi pályafutását, amit 2016. januárban fejezett be. Pályafutása során egyéniben két WTA és 20 ITF, párosban egy WTA és 13 ITF-tornát nyert meg. Legjobb egyéni világranglista-helyezését 2006 májusában érte el, amikor is huszonkilencedik volt.

## Eredményei Grand Slam-tornákon

### Egyéniben
| Torna           | 2014 | 2013   | 2012   | 2011   | 2010   | 2009   | 2008   | 2007   | 2006   | 2005   | 2004   |
| --------------- | ---- | ------ | ------ | ------ | ------ | ------ | ------ | ------ | ------ | ------ | ------ |
| Australian Open | -    | 1. kör | 1. kör | 1. kör | 2. kör | 1. kör | 2. kör | 1. kör | 3. kör | -      | 1. kör |
| Roland Garros   | -    | 1. kör | 2. kör | 1. kör | 1. kör | -      | 1. kör | 1. kör | 2. kör | 2. kör | -      |
| Wimbledon       | -    | 1. kör | 1. kör | 1. kör | 1. kör | -      | 1. kör | -      | 1. kör | 2. kör | -      |
| US Open         | -    | 2. kör | 2. kör | 1. kör | 2. kör | -      | 2. kör | 1. kör | 2. kör | -      | -      |

## WTA döntői

### Egyéni (2–2)
| Összesítés           |                        |
| Grand Slam-torna (0) |                        |
| Tier I (0)           | Premier Mandatory* (0) |
| Tier II (0)          | Premier Five* (0)      |
| Tier III (0)         | Premier* (0)           |
| Tier IV (0)          | International* (2)     |

|
| Borítás szerint |
| --------------- |
| Kemény (2–2)    |
| Fű (0–0)        |
| Salak(0–0)      |
| Szőnyeg (0–0)   |

| Eredmény | No. | Dátum             | Torna                                                                         | Borítás    | Ellenfél          | Eredmény      |
| -------- | --- | ----------------- | ----------------------------------------------------------------------------- | ---------- | ----------------- | ------------- |
| Döntős   | 1.  | 2005. november 6. | Bell Challenge, Québec, Kanada                                                | Kemény (f) | Amy Frazier       | 6–1, 7–5      |
| Győztes  | 1.  | 2006. február 25. | U.S. National Indoor Tennis Championships, Memphis, Amerikai Egyesült Államok | Kemény (f) | Marta Domachowska | 6–2, 2–6, 6–3 |
| Döntős   | 2.  | 2010. június 20.  | U.S. National Indoor Tennis Championships, Memphis, Amerikai Egyesült Államok | Kemény (f) | Marija Sarapova   | 6–2, 6–1      |
| Győztes  | 2.  | 2012. február 25. | U.S. National Indoor Tennis Championships, Memphis, Amerikai Egyesült Államok | Kemény (f) | Marina Eraković   | 6–3, 6–4      |

### Páros (1–2)
| Összesítés           |                        |
| Grand Slam-torna (0) |                        |
| Tier I (0)           | Premier Mandatory* (0) |
| Tier II (0)          | Premier Five* (0)      |
| Tier III (0)         | Premier* (0)           |
| Tier IV (0)          | International* (1)     |

|
| Borítás szerint |
| --------------- |
| Kemény (1–2)    |
| Fű (0–0)        |
| Salak (0–0)     |
| Szőnyeg (0–0)   |

| Eredmény | No. | Dátum                | Torna                                                                         | Borítás    | Partner         | Ellenfél                                         | Eredmény         |
| -------- | --- | -------------------- | ----------------------------------------------------------------------------- | ---------- | --------------- | ------------------------------------------------ | ---------------- |
| Győztes  | 1.  | 2010. szeptember 19. | Bell Challenge, Québec, Kanada                                                | Kemény (f) | Johanna Larsson | Bethanie Mattek-Sands Barbora Záhlavová-Strýcová | 6–1, 2–6, [10–6] |
| Döntős   | 1.  | 2012. április 15.    | E-Boks Open, Koppenhága, Dánia                                                | Kemény     | Kaia Kanepi     | Date Kimiko Fudzsivara Rika                      | 2–6, 6–4, [5–10] |
| Döntős   | 2.  | 2013. február 23.    | U.S. National Indoor Tennis Championships, Memphis, Amerikai Egyesült Államok | Kemény (f) | Johanna Larsson | Kristina Mladenovic Galina Voszkobojeva          | 6–7(5), 3–6      |

## Év végi világranglista-helyezései
| Év       | 2000 | 2001 | 2002 | 2003 | 2004 | 2005 | 2006 | 2007 | 2008 | 2009 | 2010 | 2011 | 2012 | 2013 | 2014 | 2015 |
| Helyezés | 854. | 487. | 167. | 113. | 176. | 67.  | 63.  | 102. | 64.  | 124. | 52.  | 78.  | 41.  | 118. | 271. | 316. |